# 犯罪経歴証明書

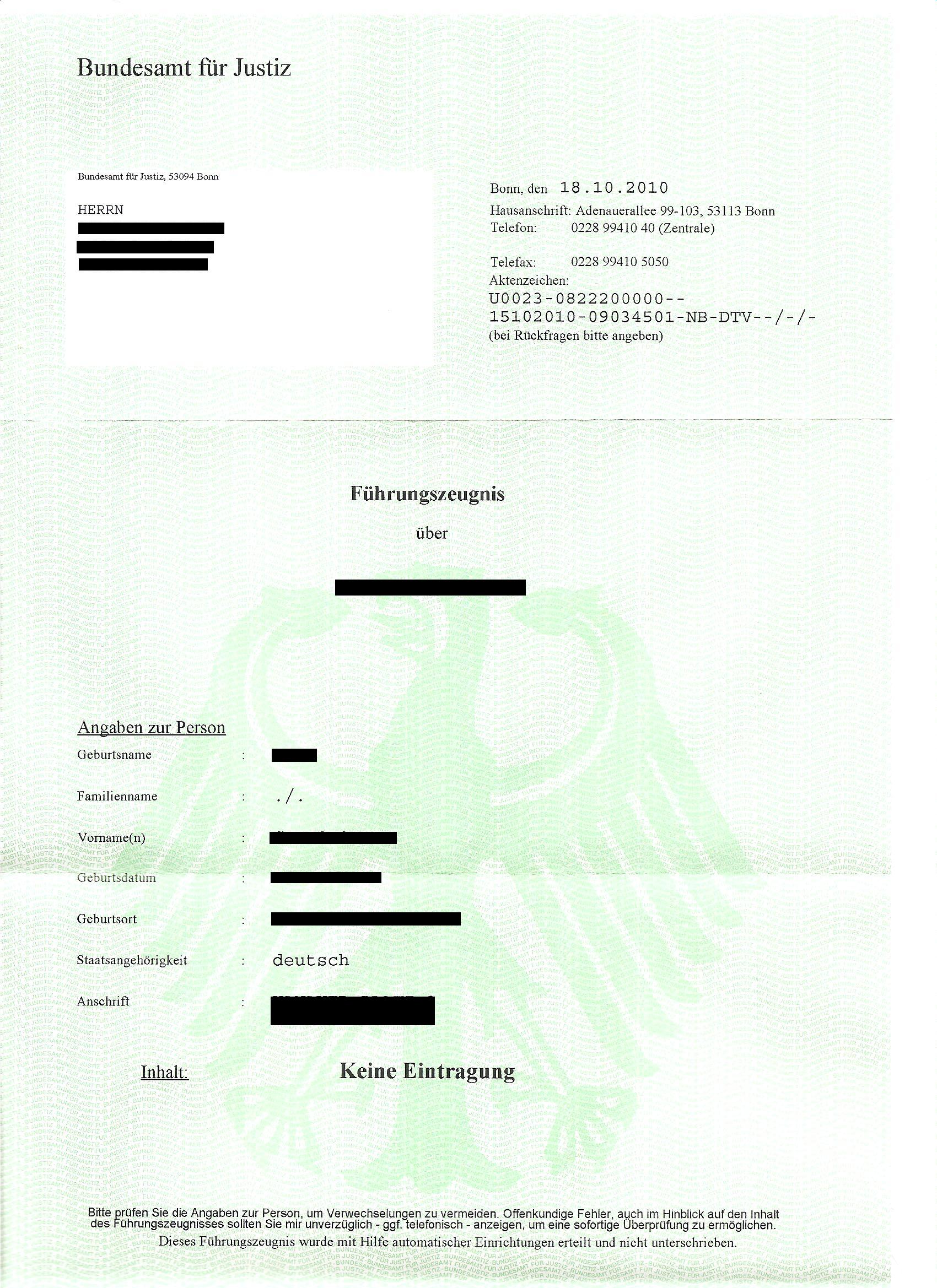
ドイツの無犯罪証明書（Führungszeugnis）

犯罪経歴証明書（はんざいけいれきしょうめいしょ、英: Certificate of Criminal Record）とは、ある人物についての犯罪経歴の有無を証明するために各都道府県警察または警察庁が発給する公文書である。日本語に加えて、英語、フランス語、ドイツ語、スペイン語によって犯罪経歴の有無が記される。一般的には無犯罪証明書、警察証明書などと呼ばれている。

## 目的
査証の申請、永住の申請、国際結婚をする時などに、各国の法律に基づき犯罪経歴証明書を要求される場合があり、それに応じるための証明書である。相手国が犯罪経歴証明書の内容をどう判断するかは、日本国政府は相手国の主権上、関与出来ない。ただし、留学にも犯罪経歴証明書を要求されるような場合には、日本は原則それに応じていない（各国の情勢等に鑑み、証明書の発給事由は逐次追加、変更等がなされているため、必ずしもこの限りではない）。実際には、対象となる人物の指紋を警察庁の指紋データベースと照合した結果に基づき作製される。

## 手続き
国内居住者については各都道府県毎に警視庁公安部の外事第一課、または警察本部の刑事部鑑識課で、在外日本人については、在外公館において発給申請を行う。
申請に必要な書類は以下の通り
- 日本国旅券
- 現住所を確認できる書類（住民票の写し、運転免許証、個人番号カードなど）
- 証明書発給の必要性を確認できる書類（大使館や提出先機関からの文書など。アメリカのDiversity Immigrant Visaに当選した場合も送られて来る書類の中に含まれている）
- 外国居住者については、過去の国内居住地を確認できる書類（住民票の除票、戸籍の附票、外国人登録原票の写しなど）